# 光村印刷
光村印刷株式会社（みつむらいんさつ、英: MITSUMURA PRINTING Co., Ltd.）とは、東京都品川区に本社を置く印刷会社。

## 概要
1901年（明治34年）光村利藻が神戸にて設立した『関西写真製版印刷合資会社』が前身。

## 沿革
- 1901年（明治34年）- 光村利藻が神戸にて関西写真製版印刷合資会社を設立。
- 1906年（明治39年）- 光村合資会社へ改称。
- 1918年（大正7年）- 東京・神田神保町にて光村印刷所を開設。
- 1928年（昭和3年）- 光村原色版印刷所へ改称。
- 1934年（昭和9年）- 東京・大崎に写真スタジオ、工場、社屋を移転。
- 1936年（昭和11年）- 株式会社組織に改め、株式会社光村原色版印刷所を設立。
- 1949年（昭和24年）- 光村図書出版を設立。
- 1967年（昭和42年）- 埼玉県川越市にて平版枚葉印刷工場の操業開始。
- 1969年（昭和44年）- 川越工場にオフセット輪転機導入、読売新聞日曜版カラー印刷開始。
- 1970年（昭和45年）- 草加工場竣工。
- 1983年（昭和58年）- 読売新聞日刊紙の印刷開始。
- 1990年（平成2年） - 栃木県大田原市に那須工場を建設。
- 1991年（平成3年）- 光村印刷株式会社に商号変更。
- 1994年（平成6年）- 細川活版所と合併。
- 1996年（平成8年）- 本社ビル竣工。
- 2009年（平成21年）- 群馬高速オフセットを子会社化[1]。
- 2015年（平成27年）- 大洲を子会社化[2]。
- 2018年（平成30年）- 新村印刷を子会社化[3]。
- 2022年（令和4年) 
  - 3月 - 那須工場の生産停止。フラットパネルセンサー事業撤退[4]。
  - 9月 - 新村印刷敷地内に狭山工場竣工。草加工場の機能を移転・集約[4]。
- 2023年（令和5年）- 川越工場のオフセット印刷生産機能を狭山工場に移転・集約。
- 2025年（令和7年）- 那須工場にて産業資材の製造事業を開始。

## 事業内容
- 美術印刷
  - 美術出版、美術印刷
  - BeeBooks（自費出版）
- 商業印刷
  - ポスター
  - カレンダー
  - ダイレクトメール
  - クリアファイル
- POP、販促ツール
- デジタル印刷
  - オンデマンド印刷
- デジタルコンテンツ
  - ウェブサイト
  - 電子書籍、電子カタログ
  - 映像コンテンツ
  - 写真撮影、動画制作
  - デジタル教科書、教材
- 新聞印刷（読売新聞、スポーツ報知、産経新聞[注釈 1]、サンケイスポーツ[注釈 1]）
- フォーム印刷
  - ラベル伝票
  - デリバリーパック
- 包装材、パッケージ
  - 添付文書
- ショッピングバッグ・ボックス
- エッチング精密部品
- 産業資材製品

## 事業所
- 本社（東京都品川区大崎）
  - 大阪支店（大阪市中央区今橋）
- スタジオトゥインクルランド
- 川越工場（埼玉県川越市）
- 狭山工場（埼玉県狭山市・新村印刷敷地内）
- 那須工場（栃木県大田原市）
- 坂戸事業所（埼玉県坂戸市）

### かつて存在した事業所
- 名古屋営業所（名古屋市中区錦）- 2019年廃止[6]。
- 草加工場（埼玉県草加市）- 狭山工場への集約に伴い閉鎖。
- 居木橋スタジオ（東京都品川区北品川）

## 関連会社
- 新村印刷株式会社
- 株式会社光村プロセス
- 株式会社城南光村
- 光村商事倉庫株式会社
- 株式会社メディア光村
- 株式会社大洲
- 光村高速オフセット株式会社[注釈 2]
- 光村図書出版株式会社